# یولانتا نواک
یولانتا نواک (لهستانی: Jolanta Nowak؛ زادهٔ ۵ مه ۱۹۵۹) بازیگر اهل لهستان است.
از فیلم‌ها یا مجموعه‌های تلویزیونی که وی در آن‌ها نقش داشته است، می‌توان به صفر-هفت، به‌گوشم اشاره نمود.